# Горбатов Олександр Васильович
Горба́тов Олекса́ндр Васи́льович (9 (21) березня 1891 село Похотіно Шуйського повіту Владимирської губернії, тепер Палехського району Івановської області — 7 грудня 1973, Москва) — радянський воєначальник, восьмий Командувач ПДВ СРСР (березень 1950 — травень 1954), генерал армії (СРСР) (8.08.1955), Герой Радянського Союзу (10.04.1945). Кандидат у члени ЦК КПРС у 1952—1961 роках. Депутат Верховної Ради СРСР 2—5-го скликань.

## Біографія
Народився в селі Похотіно Шуйського повіту Владимирської губернії в родині селянина.
Учасник Першої світової війни, унтер-офіцер. Після Лютневої революції 1917 року — член полкового, а потім дивізійного комітету солдатських депутатів. З серпня 1919 року служив у Червоній армії. Брав участь в Громадянській війні, командував взводом, ескадроном кінноти на Південно-Західному фронті. Член РКП(б) з 1919 року.
Після Громадянської війни — командир кавалерійського ескадрону (1921), кавалерійського полку (1921—1928), бригади (1928—1931). Закінчив кавалерійські командні курси (1926) і курси вдосконалення вищого комскладу (1930). З 1931 року — помічник командира, а в 1933—1937 — командир кавалерійської дивізії. Наприкінці 1937 року необґрунтовано репресований і засуджений на 15 років. У 1940 році звільнений та реабілітований.
На початку Німецько-радянської війни — заступник командира стрілецького корпусу на Південно-Західному фронті. З жовтня 1941 року по червень 1942 року командував 226-ю стрілецькою дивізією, що брала участь в бойових діях в Україні (Південно-Західний фронт). У червні-жовтні 1942 року — інспектор кавалерії Південно-Західного, потім Сталінградського фронтів. У жовтні 1942 року призначений заступником командувача 24-й армії. З квітня по червень 1943 року командував 20-м гвардійським стрілецьким корпусом.
З червня 1943 року до кінця війни — командувач 3-ю армією. У липні 1943 року в Орловській наступальній операції О. В. Горбатов ретельно спланував і організував бойові дії армії по прориву сильно укріпленої оборони противника на річці Зуша та її подальший наступ. У результаті 5 серпня війська армії у взаємодії з 63-ю армією звільнили місто Орел.
У наступальній операції восени 1943 року та взимку 1944 року 3-тя армія під командуванням А. В. Горбатова успішно форсувала великі водні перешкоди (річки Сож, Дніпро та інші), брала участь в Білоруській операції 1944. У січні-лютому 1945 року О. В. Горбатов уміло командував військами армії при прориві довготривалої оборони противника і відбитті його контрударів в ході Східно-Пруської операції (у складі 2-го Білоруського фронту). Пізніше армія під керівництвом О. В. Горбатова здійснила маневр зі Східної Пруссії на річці Одер і у складі 1-го Білоруського фронту брала участь в Берлінській операції 1945 року.
О. В. Горбатов широко застосовував в бойових діях раптовість, стрімкість, кидки на великі відстані з виходом у фланг і в тил противника. За уміле керівництво військами армії при прориві довготривалої оборони противника і відбитті його контрударів в ході Східно-Пруської операції, особисту мужність 10.04.1945 О. В. Горбатову присвоєне звання Героя Радянського Союзу.
З червня 1945 року — командувач 5-ю ударною армією і одночасно — комендант Берліну. У листопаді 1945 року одночасно став начальником Радянської військової адміністрації в Мекленбурзі та Західній Померанії (Німеччина). З листопада 1946 року — командувач 11-ї гвардійської армією Прибалтійського військового округу.
З березня 1950 року — командувач Окремої гвардійської повітряно-десантної армії, з травня 1953 року — командувач Повітряно-десантними військами Радянського Союзу.
У травні 1954 — квітні 1958 року — командувач військ Прибалтійського військового округу.
З квітня 1958 року — в Групі генеральних інспекторів Міністерства оборони СРСР.
Автор мемуарів «Роки і війни» (рос. «Годы и войны»).

## Нагороди
- Герой Радянського Союзу № 6459 (10.04.1945).
- три ордени Леніна (03.06.1944, 21.02.1945, 10.04.1945);
- орден Жовтневої Революції (25.03.1971);
- чотири ордени Червоного Прапора (1921, 27.03.1942, 03.11.1944, 15.11.1950);
- два ордени Суворова I ступеня (22.09.1943, 29.05.1945);
- орден Суворова II ступеня (27.08.1943);
- орден Кутузова I ступеня (23.07.1944;
- орден Кутузова II ступеня (08.02.1943);
- два ордени Червоної Зірки (16.08.1936, 21.03.1961).
- 11 медалей СРСР
- орден «Легіон пошани» ступеня Головнокомандувача (США) (1944)
- орден «Хрест Грюнвальда» II ст. (Польща) (24.04.1946)
- орден « Virtuti militari» (Польща) II класу (19.12.1968) та IV класу (6.10.1973)
- орден Червоного Прапора (Монголія) (6.07.1971)
- медалі Польщі, Чехословаччини, Монголії.